# Hagere Mariamna Kesem
Hagere Mariamna Kesem är ett distrikt i Etiopien. Det ligger i den centrala delen av landet, 60 km nordost om huvudstaden Addis Abeba.